# Сеньяхопен
Сеньяхопен (норв. Senjahopen) — деревня в коммуне Берг в фюльке Тромс в Норвегии. Население составляет 291 человек. Деревня расположена вдоль Мелфьорда в северо-западной части острова Сенья. Является одной из наиболее значимых рыболовецких деревень на острове.
Деревня Сеньяхопен расположена в 10 км от центра коммуны Скаланна, однако дорога между двумя деревнями занимала более одного часа до открытия в 2004 году тоннеля Geitskartunnelen.